# Sharka
Plum pox, meglio conosciuta come sharka o vaiolatura delle drupacee, è la malattia virale più pericolosa e devastante per il genere Prunus. È causata dal Plum Pox Virus (PPV), e i diversi ceppi del virus possono colpire diverse specie tra cui pesco e nettarine, albicocco, susino, mandorlo e ciliegio dolce e amaro, oltre ad alcune specie ornamentali e selvatiche.
Dalla prima segnalazione in Bulgaria nel 1917 su drupe di susino (di qui la denominazione "sharka", che in lingua bulgara significa "vaiolo"), la malattia si è rapidamente diffusa in tutti i paesi europei e del bacino Mediterraneo coltivati a drupacee, in India e, nel continente americano, in Cile, Stati Uniti e Canada. In Italia la malattia è stata individuata per la prima volta nel 1973 in Val Venosta in un frutteto di albicocco della cultivar omonima.
Il principale vettore del virus sono gli afidi (Myzus persicae, Mizus varians, Brachycaudus helychrysi, Hyalopterus pruni). Vi è poi una diffusione dovuta al trasferimento su lunghe distanze di materiale infetto.
Il virus non è pericoloso per i consumatori ma, oltre a portare alla morte della pianta, rende invendibili i frutti a causa delle deformità ed elevata acidità.

## Effetti della malattia
Le manifestazioni della Sharka variano notevolmente in relazione alla specie e cultivar ospite, alla virulenza del ceppo virale, alle condizioni climatiche ed alla contemporanea infezione della pianta con altri virus.

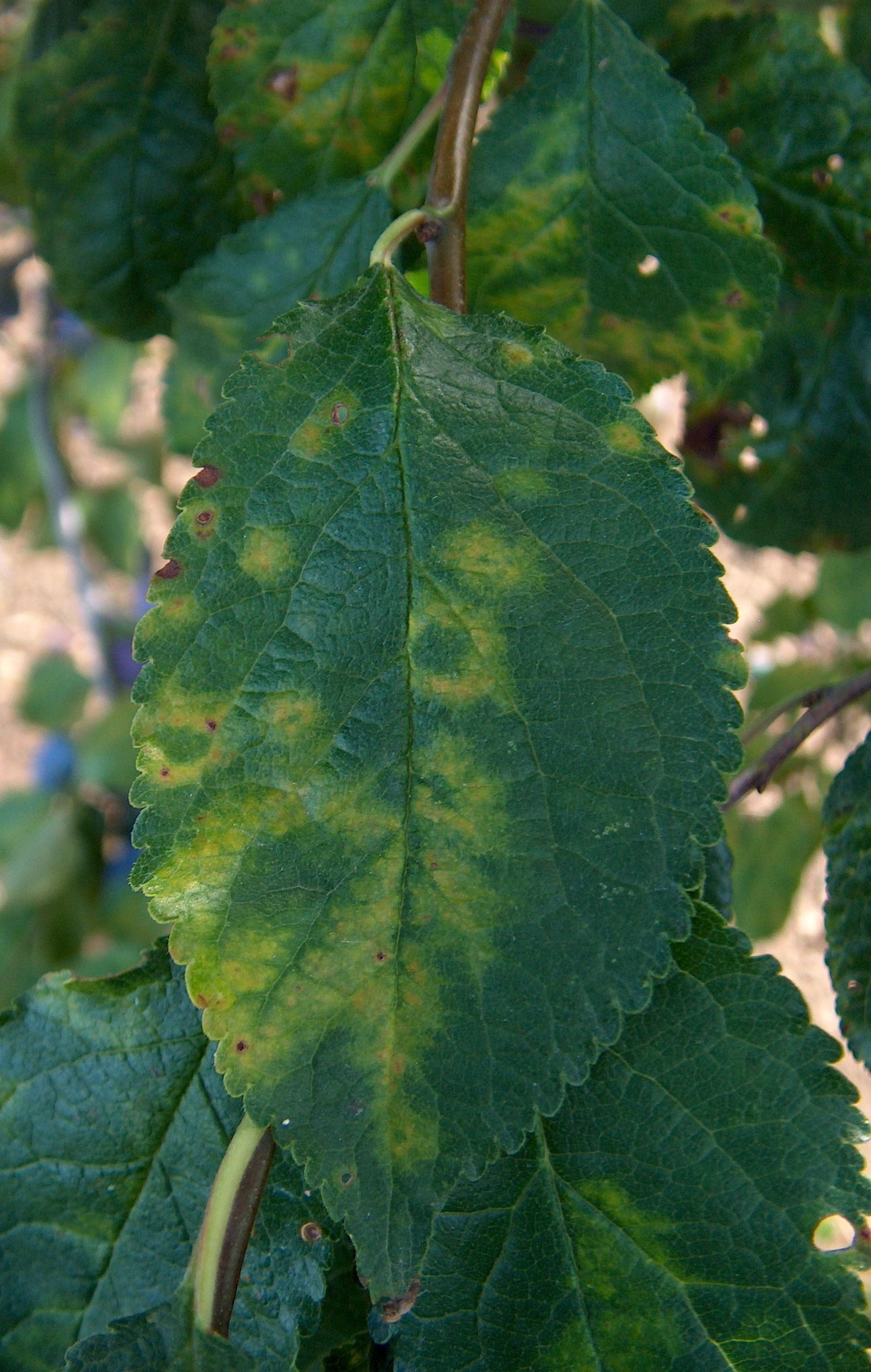

- Sintomi a carico delle foglie: si evidenziano all'inizio della ripresa vegetativa e in estate generalmente si attenuano fino a scomparire. Consistono in piccole aree clorotiche, tondeggianti o anulari, visibili in trasparenza, lungo le nervature secondarie o terziarie di giovani foglie.

- Sintomi a carico dei frutti: Maculature anulari clorotiche a contorni diffusi, disposte su tutta la superficie del frutto, con preferenza verso l'emisfero calicino. Tali alterazioni sono più accentuate sulle nettarine. I frutti possono presentarsi più piccoli del normale con la superficie bitorzoluta ed irregolare. La maturazione della drupa è irregolare. I frutti prossimi alla maturità sono bitorzoluti a causa della presenza di depressioni molto marcate. In corrispondenza delle parti infossate, il mesocarpo assume una colorazione bruno-rossastra, consistenza fibrosa, può presentare depositi di gomma ed è insipido. Nelle varietà molto suscettibili si ha forte cascola prima della raccolta, mentre in quelle tolleranti al virus i frutti appaiono del tutto normali. I frutti cadono in gran parte 2-3 settimane prima della raccolta. Quelli che giungono a maturazione sulla pianta sono scadenti.

- Sintomi a carico del nocciolo: Consistono in tipiche aree anulari giallastre a margini ben definiti. Tali sintomi hanno un elevato valore diagnostico.

## Lotta
Non esiste cura possibile per questa virosi e l'unico rimedio è l'abbattimento e la distruzione di tutti gli esemplari infetti, come previsto in Italia dalla lotta obbligatoria (DM del 29 novembre 1996), e l'uso per i nuovi impianti di materiale di propagazione sano e certificato. È stata ottenuta una varietà di susino resistente al virus tramite ingegneria genetica, ma non è disponibile sul mercato.